# Oswald Kabasta
Oswald Joseph Johann Kabasta (ur. 29 grudnia 1896 w Mistelbach, zm. 6 lutego 1946 w Kufstein) – austriacki dyrygent.
Był głównym dyrygentem Filharmonii w Monachium. Słynął jako wielki interpretator dzieł Schuberta, Mozarta, Haydna, Beethovena, a przede wszystkim Brucknera.
Jego nazwisko figurowało na Gottbegnadeten-Liste (Lista obdarzonych łaską Bożą w III Rzeszy).